# Emil Müller
Emil Müller (ur. 1918, zm. 28 maja 1947 w Landsberg am Lech) – zbrodniarz hitlerowski, członek załogi obozu koncentracyjnego Mauthausen-Gusen i SS-Hauptscharführer.
Członek Waffen-SS od kwietnia 1936. Pełnił służbę w kompleksie obozowym Mauthausen od stycznia 1942 do lutego 1943. Müller sprawował funkcję blokowego w obozie głównym, a następnie kierownika komanda więźniarskiego w podobozie Steyr. Brał udział w egzekucjach, które miały miejsce w obozowych kamieniołomach (do czego częściowo się przyznał podczas powojennego procesu). Jako blokowy wielokrotnie maltretował więźniów różnych narodowości.
Emil Müller został skazany w procesie załogi Mauthausen-Gusen (US vs. Johann Altfuldisch i inni) przez amerykański Trybunał Wojskowy w Dachau na karę śmierci. Wyrok wykonano przez powieszenie w więzieniu Landsberg 28 maja 1947.